# نورتون سامیت (استرالیای جنوبی)
نورتون سامیت (به انگلیسی: Norton Summit) یک شهرک در استرالیا است که در استرالیای جنوبی واقع شده‌است.